# Sterling (Connecticut)
Sterling je město v okrese Windham County ve státě Connecticut ve Spojených státech amerických. K roku 2005 zde žilo 3 519 obyvatel. S celkovou rozlohou 70,7 km² byla hustota zalidnění 50 obyvatel na km².